# Канберра-стэдиум
Канберра-стэдиум (англ. Canberra Stadium) — стадион, расположенный рядом с Австралийским институтом спорта в Канберре, Австралия. В основном используется для проведения матчей по регбилиг и регби. В настоящее время в связи со спонсорским соглашением называется «GIO-стэдиум» (англ. GIO Stadium).

## История
Стадион был построен в 1977 году для проведения игр Тихоокеанской конференции, а также для проведения 4-го континентального кубка IAAF. Во время игр на стадионе был установлен до сих пор не побитый мировой рекорд в беге на 400 метров спортсменкой из Восточной Германии Маритой Кох, а также рекорд в эстафете 4 по 100 метров командой из Восточной Германии, который был побит только на Олимпийских играх 2012 года в Лондоне.
В конце 1980-х годов беговая дорожка была демонтирована и перенесена на вспомогательный стадион АИС. С 1990 года на стадионе Канберры стала выступать команда «Канберра Рэйдерс» из Национальная регбийная лига, которая переехала из Куинбиана, где выступала с 1982 года. В этом же году «Рэйдерс» выиграли свой второй подряд чемпионский титул.
Демонтаж беговой дорожки позволил проводить на стадионе матчи по австралийскому футболу и в 1995 году здесь прошёл официальный матч между «Вест Коаст Иглз» и «Фитцрой». Здесь также проходило множество предсезонных игр, особенно часто здесь играла команда «Сидней Свонс».
В 1997 году стадион реконструировали чтобы он мог принимать футбольные матчи на Олимпийских играх 2000 года — были сокращены размеры игрового поля из-за чего на нём больше невозможно было проводить игры по австралийскому футболу.